# 린랑
《린랑》(타갈로그어: Linlang)는 2023년 방영된 필리핀의 텔레비전 드라마이다.